# Marysin (powiat sochaczewski)
Marysin – wieś w Polsce położona w województwie mazowieckim, w powiecie sochaczewskim, w gminie Młodzieszyn. Ma status sołectwa.
| SIMC    | Nazwa  | Rodzaj    |
| ------- | ------ | --------- |
| 0732039 | Babiec | część wsi |

W latach 1975–1998 miejscowość należała administracyjnie do województwa skierniewickiego.